# Centrale nucléaire d'Olkiluoto
La centrale nucléaire d'Olkiluoto est une des deux centrales nucléaires finlandaises, avec la centrale nucléaire de Loviisa.
Elle comprend deux réacteurs nucléaires à eau bouillante (REB), Olkiluoto-1 et 2, en service depuis respectivement 1979 et 1982, et un réacteur à eau pressurisée (REP) de type EPR, Olkiluoto-3, mis en service commercial en mai 2023 après de nombreux retards et dépassements de budget.
L'entreprise privée Teollisuuden Voima (TVO) est l'exploitante des trois réacteurs. Ensemble ils assurent 30% de la consommation électrique finlandaise. 

## Situation
La centrale nucléaire est située sur l'île d'Olkiluoto, à 40 km au sud de Pori et 250 km à l'ouest d'Helsinki, dans le golfe de Botnie à l'ouest de la Finlande.
À proximité de la centrale se trouve le site de stockage souterrain des déchets nucléaires de haute activité dénommé Onkalo (« caverne » en finnois). 

## Caractéristiques
Les caractéristiques des réacteurs sont données dans les tableaux ci-après ; les données sont principalement issues de la base de données PRIS (Power Reactor Information System) de l’Agence international de l'énergie atomique (AIEA) qui définit ainsi les termes :
- la puissance nette correspond à la puissance électrique délivrée sur le réseau et sert d'indicateur en termes de puissance installée ;
- la puissance brute correspond à la puissance délivrée par l'alternateur (soit la puissance nette augmentée de la consommation interne de la centrale) ;
- la puissance thermique correspond, à la puissance délivrée par la chaudière nucléaire.

Le début de construction correspond à la date de coulage des fondations du bâtiment réacteur. Une tranche (nom utilisé pour un réacteur complet) est considérée comme opérationnelle après son premier couplage au réseau électrique. La mise en service commerciale est le transfert contractuel de l’installation du constructeur vers le propriétaire ; intervenant en principe après réalisation des tests réglementaires et contractuels, et après fonctionnement continu à 100 % pendant une durée définie au contrat de construction.
| Unité       | Type de réacteur | Modèle           | Puissance   | Puissance   | Puissance        | Début de construction | Raccordement au réseau | Mise en service commercial |
| Unité       | Type de réacteur | Modèle           | Nette (MWe) | Brute (MWe) | Thermique (MWth) | Début de construction | Raccordement au réseau | Mise en service commercial |
| ----------- | ---------------- | ---------------- | ----------- | ----------- | ---------------- | --------------------- | ---------------------- | -------------------------- |
| Olkiluoto-1 | REB              | AA-III, BWR-2500 | 890         | 920         | 2 500            | 1er février 1974      | 2 septembre 1978       | 10 octobre 1979            |
| Olkiluoto-2 | REB              | AA-III, BWR-2500 | 890         | 920         | 2 500            | 1er novembre 1975     | 18 février 1980        | 10 juillet 1982            |
| Olkiluoto-3 | REP              | EPR              | 1 600       | 1 660       | 4 300            | 12 août 2005          | 12 mars 2022           | 1er mai 2023               |

## Olkiluoto-1 et 2 (REB)
Ces deux réacteurs nucléaires sont des réacteurs à eau bouillante de deuxième génération, conçus par ABB,. Les deux réacteurs ont vu leur puissance maximale améliorée (pratique appelée « uprate ») au cours du temps, de 660 à 890 MWe, soit plus de 30% de la puissance initiale,. En octobre 2023, TVO envisage un nouvel  « uprate » de 80 MWe.
Le facteur de charge et le facteur de disponibilité de ces deux réacteurs est un des plus élevés au monde, supérieur à 90 % jusqu'en 2022.
La durée d'exploitation des deux réacteurs a été plusieurs fois prolongée. Actuellement la licence d'exploitation est valable pour une durée de 60 ans, et l'exploitant TVO envisage une nouvelle prolongation de 10 années supplémentaires.

### Incidents
Selon l'association anti-nucléaire néerlandaise Laka, un incendie s'est produit en avril 1991 dans un transformateur électrique (situé dans la partie non nucléaire de la centrale), ce qui a conduit à une défaillance du réseau électrique et à l'îlotage des réacteurs nucléaires. Les quatre groupes électrogènes de secours ont bien fonctionné. L'incident n'a pas causé d'irradiation du personnel ou de fuite radioactive, et a été classé au niveau 2 de l'échelle INES.

## Olkiluoto-3 (EPR)

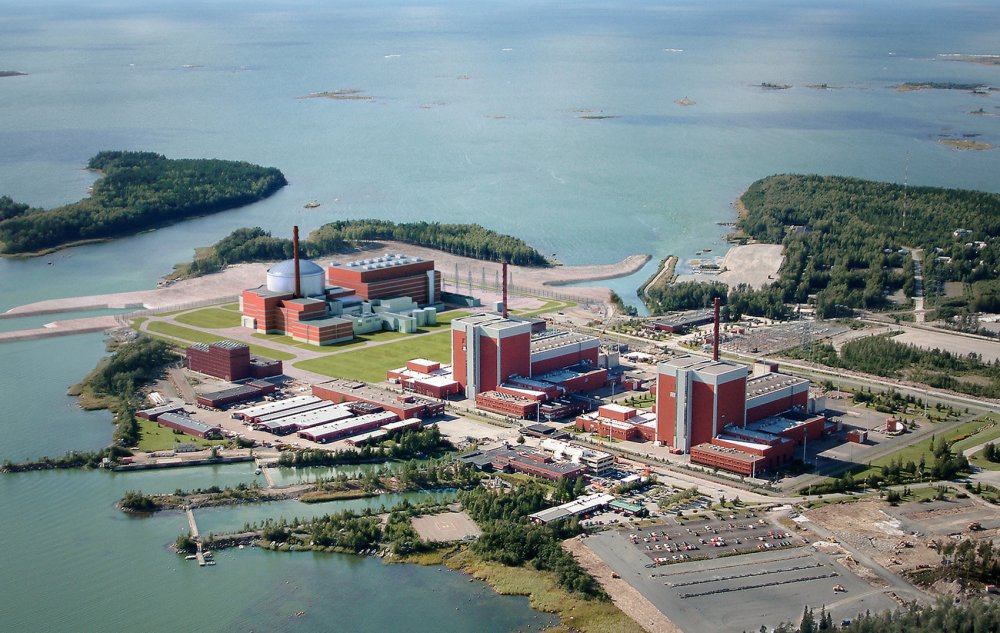
La centrale nucléaire d'Olkiluoto à Eurajoki, en Finlande, en 2005. L'unité III, le nouveau réacteur nucléaire à eau pressurisée, se trouve à la gauche.

### Contexte
Au début des années 2000, afin de limiter sa dépendance de l'étranger, la Finlande souhaite se doter d'un réacteur nucléaire supplémentaire, sous l'impulsion d'industriels électro-intensifs (notamment papetiers). 
Après un appel d'offres international réunissant les constructeurs russe Minatom, américain General Electric et le groupement franco-allemand Areva-Siemens, l’électricien finlandais privé TVO opte pour la construction d'un EPR sur le site d'Olkiluoto (accueillant déjà deux réacteurs nucléaires). Le contrat est signé le 18 décembre 2003 par un consortium mené par Areva, incluant Areva NP (redevenu Framatome depuis 2018) et Siemens. 
Le contrat concerne la fourniture clé en main, en quatre ans, d'un réacteur EPR de 1 600 MWe pour un montant initial de 3 milliards d'euros. Cet EPR doit couvrir 14 % de la consommation d'électricité finlandaise et réduire de 60 % les importations d'électricité du pays.

### Calendrier et conduite des travaux
|                | Mise en service |
| -------------- | --------------- |
| décembre 2003  | 2007            |
| février 2013   | 2014            |
| septembre 2014 | 2018            |
| octobre 2017   | mai 2019        |
| juin 2018      | septembre 2019  |
| juillet 2019   | juillet 2020    |
| décembre 2019  | mars 2021       |
| août 2020      | février 2022    |
| Réalisé        | 16 avril 2023   |

En 2006, l'agence finlandaise de la sécurité des radiations (STUK) relève sept cents dysfonctionnements et anomalies concernant la sécurité sur le chantier de l'EPR finlandais. Elle parle « d’impréparation » de la part d’Areva et de laxisme dans « la qualité du travail, l’organisation et le contrôle des activités sur le chantier ». À titre d'exemple, la STUK note à propos de la construction du liner (peau d'étanchéité métallique recouvrant l'intérieur de l'enceinte de confinement interne), des plans changeant de manière intempestive, ayant pour conséquence des usinages effectués à partir de plans obsolètes. De plus, certaines réparations ont été faites sans respecter les procédures prévues. La STUK dit avoir beaucoup de mal à inspecter le chantier en raison de ces changements intempestifs, et conclut qu'une « situation telle que celle-ci ne devrait pas être possible dans un système de qualité fonctionnant correctement ».
En 2012, TVO met Areva en demeure de mettre à jour le calendrier global, devant des travaux de montage électromécanique et d'ingénierie du système de contrôle-commande ne progressant pas de manière conforme au calendrier fourni par Areva. En février 2013, le retard de la mise en service du réacteur est estimé à sept ans.
En septembre 2014, la mise en service est repoussée à 2018. En octobre 2017, TVO et Areva annoncent une première connexion au réseau en décembre 2018 et une mise en service industriel en mai 2019. En juin 2018, la mise en service industriel est reportée à septembre 2019 en raison de retards dans la phase d’essais à chaud et de nécessaires modifications concernant le contrôle commande et les systèmes électriques.
Le 7 mars 2019, le gouvernement finlandais accorde sa licence d’exploitation à l'EPR d'Olkiluoto. Le 17 juillet 2019, TVO annonce que le chargement du combustible dans le réacteur est programmé pour janvier 2020, la première connexion au réseau en avril 2020, et le démarrage de la production en juillet 2020. 
En décembre 2019, le calendrier est à nouveau retardé de six mois : le chargement du combustible est désormais prévu en juin 2020, la connexion au réseau en novembre 2020 et la mise en service commerciale en mars 2021.
Le 28 août 2020, TVO annonce un nouveau retard de neuf mois : chargement du combustible en mars 2021, connexion au réseau en octobre 2021 et démarrage de la production commerciale en février 2022.

### Mise en service
Le 26 mars 2021, l'autorité de sûreté nucléaire finlandaise autorise le chargement du combustible, qui sera achevé en avril 2021,. Le 16 décembre 2021, TVO est autorisé à effectuer la première divergence du réacteur, qui a eu lieu le 21 décembre 2021,,. La première connexion au réseau a lieu le 12 mars 2022, actant la fin du chantier avec douze ans de retard. Il devient le premier réacteur EPR démarré en Europe, et le troisième dans le monde après ceux de la centrale de Taishan,,.
Au cours de la période d'essais, un premier arrêt est annoncé le 15 juin 2022 par TVO, dû à plusieurs dysfonctionnements sur la turbine à vapeur construite par Siemens. Début août 2022, le réacteur est reconnecté au réseau et les essais reprennent avec l'atteinte de sa pleine puissance le 30 septembre 2022,,. La mise en service commerciale est alors reprogrammée pour décembre 2022. 
Le 18 octobre 2022, le réacteur est de nouveau arrêté à la suite de la découverte, lors de travaux de maintenance et de contrôle, de fissures sur les rotors des quatre pompes d'alimentation des générateurs de vapeur, situées dans l'îlot conventionnel (partie non nucléaire de l'installation) et également fournies par Siemens,. La réparation entraîne un report de la mise en service industrielle à fin janvier 2023, puis mars 2023, et  enfin avril 2023.
La mise en service commerciale et la production régulière d'électricité débutent le 16 avril 2023, avec treize ans de retard sur le calendrier initial.

### Fourniture du combustible
Areva (maintenant Framatome et Orano) assure la fourniture de l'ensemble des services de l'amont du cycle du combustible nucléaire : fourniture de l'uranium naturel, conversion, enrichissement et fabrication du combustible, pour le premier chargement du cœur et les deux premières recharges. Le montant du contrat hors fabrication du combustible s'élève à 100 millions d'euros.

### Aspects financiers et contentieux
|                | Coût (Md€courants) |
| -------------- | ------------------ |
| décembre 2003  | 3                  |
| septembre 2009 | 5,3                |
| décembre 2012  | 8,5                |
| 2021           | 10                 |

Lors de la conclusion du contrat en décembre 2003, le montant global forfaitaire est fixé à 3 milliards d'euros. Le retard du chantier devrait conduire Areva à verser des pénalités à TVO, avec un impact financier. Areva annonce le 1er septembre 2009 avoir ajouté 550 millions d'euros à sa provision pour pertes, amenant ce poste comptable à un total de 2,3 milliards d'euros, ce qui conduit presque à doubler les coûts initialement prévus. Un contentieux naît en 2008 entre Areva/Siemens et TVO, celui-ci réclamant 1,8 milliard d'euros de dédommagement, et Areva-Siemens demandant 1,9 milliard d'euros (chacun s'accusant d'être réciproquement responsable des retards),.
Fin 2012, Areva annonce que le coût de construction de ce réacteur serait d'environ 8,5 milliards d'euros,.
Areva étant une entreprise détenue à 86 % par l'État et par le Commissariat à l'énergie atomique (CEA), un établissement public, une grande partie des surcoûts liés à ces retards pourrait donc être à la charge de l'État français et de la Coface.
Le montant provisionné par Areva est augmenté de 150 millions d'euros, selon le communiqué officiel de ses résultats financiers du premier semestre 2013. En mai 2014, un rapport de la Cour des comptes cité par le journal Les Échos rapporte que les pertes provisionnées par Areva s'élèveraient à 3,9 milliards d'euros, soit plus que le prix du réacteur, vendu 3 milliards d'euros en 2003,.
La Coface a octroyé une garantie au profit de la société finlandaise TVO. Cette garantie, que Greenpeace considère comme assimilable à une aide d'État, a été contestée auprès de la Commission européenne, mais Greenpeace a été débouté de la plainte.
En mars 2018, Areva et son client finlandais TVO ont trouvé un compromis pour régler leur contentieux croisé (plusieurs milliards d'euros) : pour solder le débat sur la responsabilité des douze années de retard dans la construction de l'EPR d'Olkiluoto, Areva SA, l'ancienne holding du groupe devenue sa structure de défaisance, va signer à TVO un chèque de 450 millions d'euros ; cet accord met fin à toutes les procédures contentieuses.
En 2021, la dérive des coûts entraîne dix milliards d’euros à la charge du consortium Areva-Siemens, solde financé en partie par l'État français.